# George S. Robertson
George Stuart Robertson (London, 1872. május 25. – London, 1967. január 29.) brit atléta és teniszező. Részt vett az 1896-os nyári olimpián Athénban.
Robertson részt vett a diszkoszvetésben, 25,20 méteres dobásával negyedik lett.
A tenisz egyéni versenyében Robertsont az első körben Konsztandínosz Paszpátisz görög versenyző legyőzte, így a tizenhárom versenyző közül az utolsó helyen végzett. Párosban Robertson partnere az ausztrál Edwin Flack volt. A sorsolás alapján már úgy az elődöntőbe kerültek, hogy ha egy mérkőzést sem nyernek, akkor sem végezhetnek harmadiknál rosszabb helyen. Elvesztették a Dimitrios Kasdaglis és Dimítriosz Petrokókinosz elleni mérkőzésüket, így harmadik helyen végeztek.